# Adele von Finck

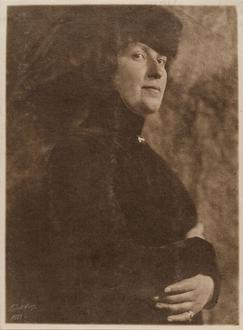
Porträtfotografie von Adele von Finck. Fotografie von Minya Diéz-Dührkoop, Hamburg 1908

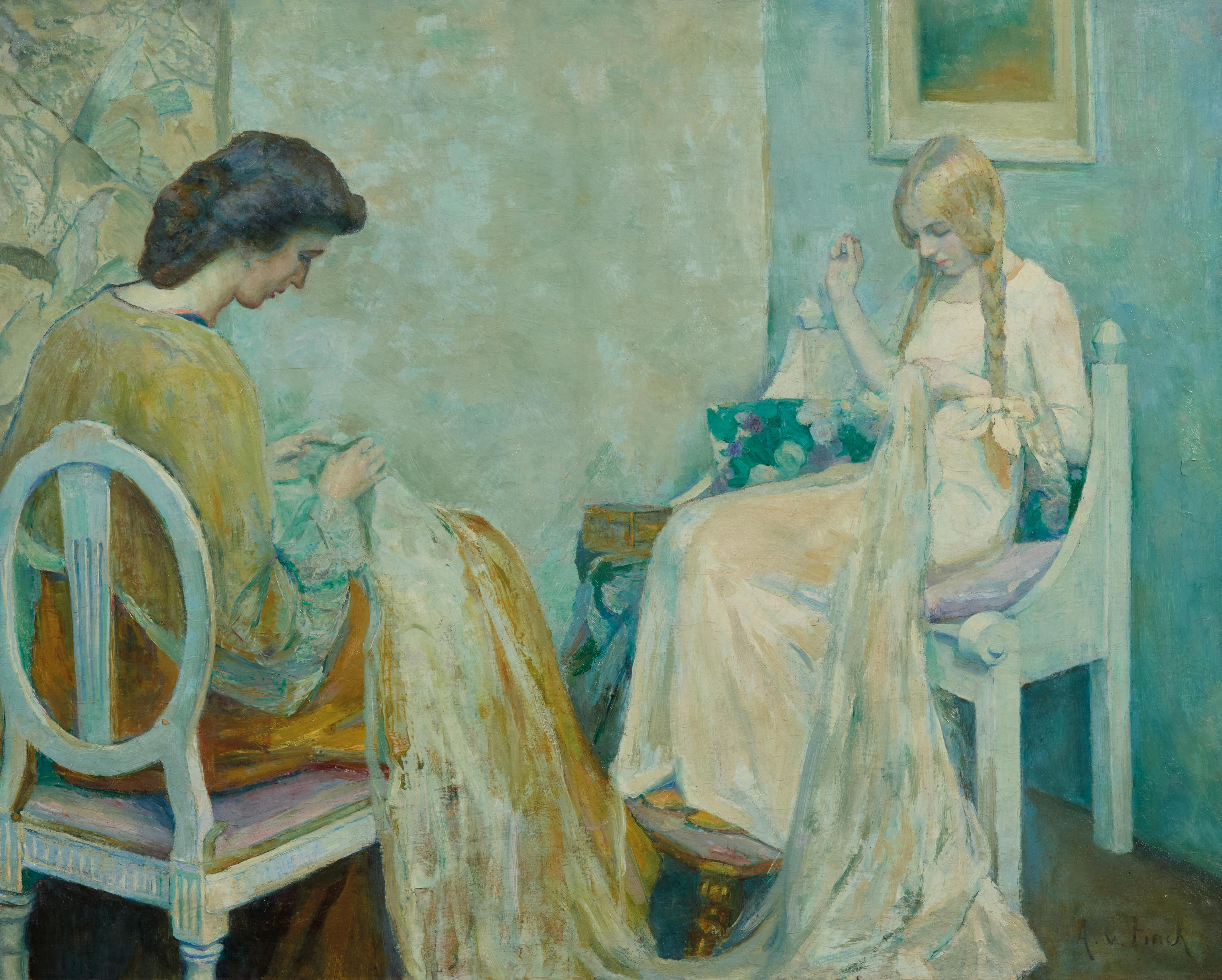
Zwei Damen beim Nähen

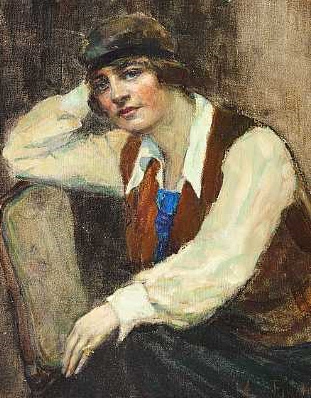
Porträt einer Frau mit Frisur und Kleidung der 1920er Jahre

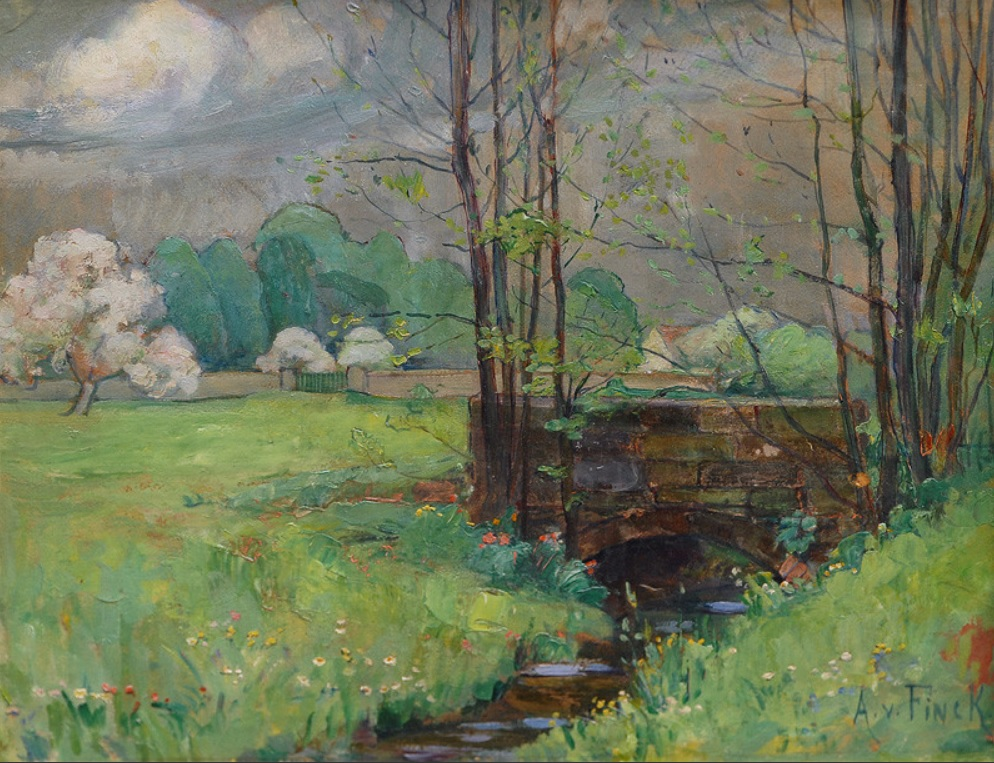
Flusslandschaft im Frühling

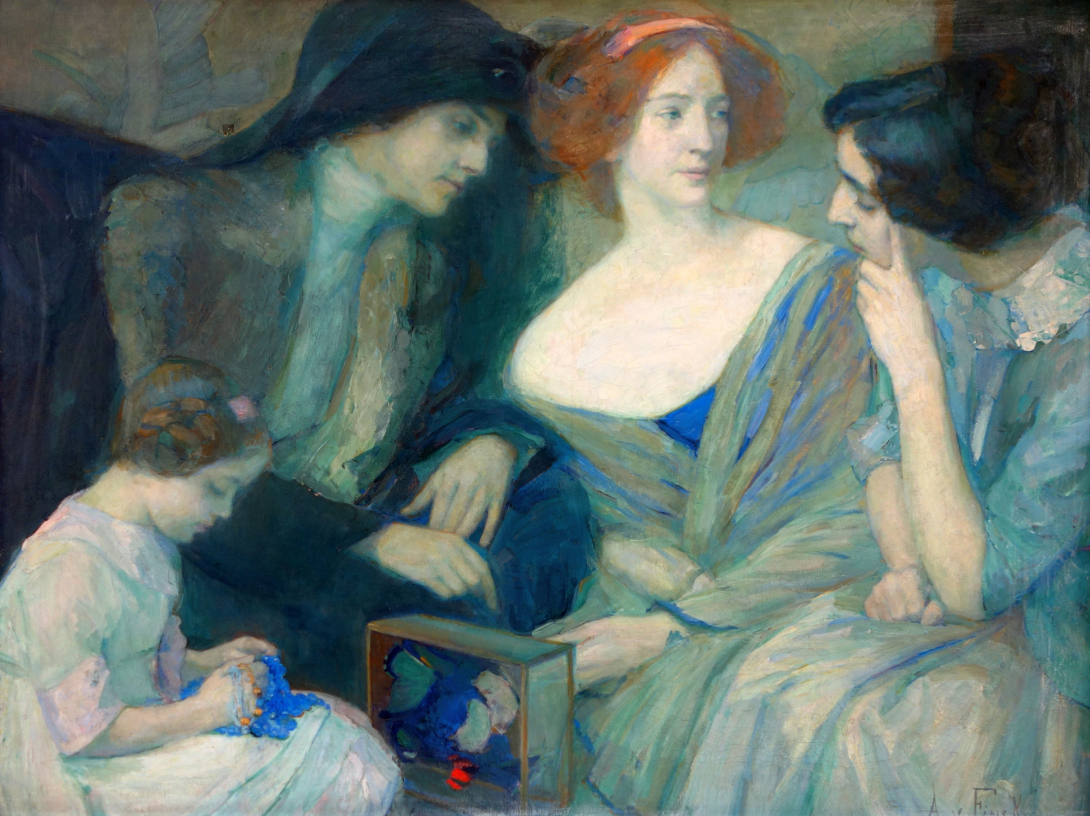
Frauen im Gespräch, ca. 1916. Es handelt sich um Luise Wolf (rechts), Julie Wolfthorn (links) und Lilli Behrens (Mitte). Das Mädchen ist Petra Behrens.

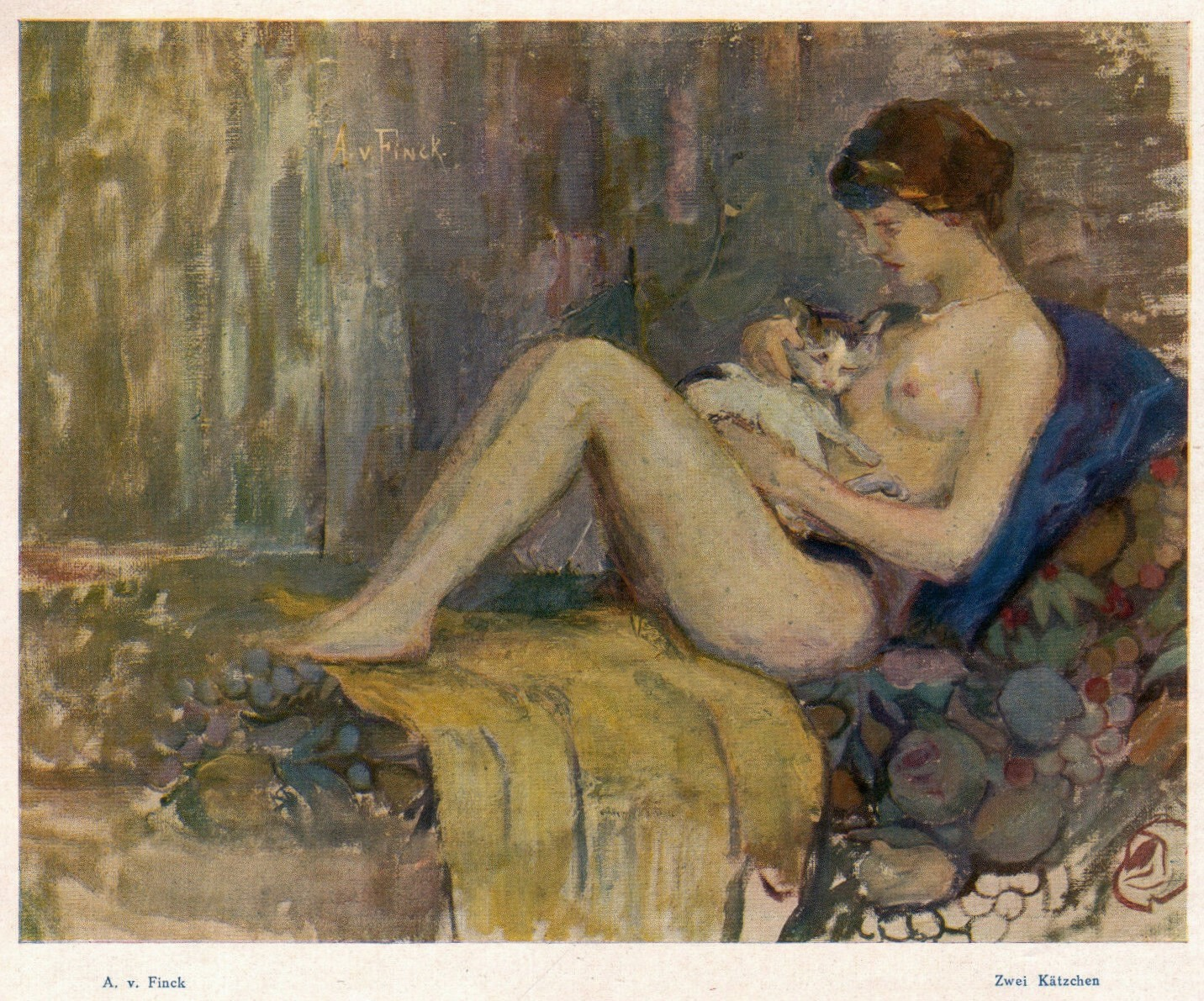
Zwei Kätzchen 1924

Adele von Finck (geboren 6. Februar 1879 in Buenos Aires; gestorben 22. November 1943 in Berlin, auch Ada von Finck) war eine deutsche Genre- und Landschaftsmalerin. Sie studierte in München, Brüssel und Paris und war zu Lebzeiten auf Ausstellungen in Berlin, Prag, Wien, München und Darmstadt vertreten.

## Leben und Werk

### Herkunft, Ausbildung und Leben
Adele von Finck stammte aus einem Danziger Adelsgeschlecht. Sie studierte Malerei in München bei Franz von Lenbach. Zur Erweiterung ihrer Kenntnisse nahm sie Unterricht bei Jean-François Portaels in Brüssel und bei Gustave Courtois in der Académie Colarossi Paris. Auf der Suche nach Unterricht in zeitgemäßen Techniken auch für Frauen strömten Malerinnen nach Paris, so wie Käthe Kollwitz, Sonia Delaunay, Annemarie Kruse, Ida Gerhardi, Paula Modersohn-Becker, Ottilie Wilhelmine Roederstein, Jelka Rosen, Dora Hitz, Maria Slavona, Ottilie Reylaender, Hedwig Woermann und Julie Wolfthorn. Einige waren vor Finck dort, andere zeitgleich, wieder andere regte sie an, selbst dorthin zu gehen. Schließlich unternahm Finck Studienreisen nach Italien. Ihr Lebensmittelpunkt war bis zu ihrem Tod Berlin. Ab 1907 ist Finck unter der Adresse Kurfürstenstrasse 50 eingetragen und wohnte damit im selben Haus mit Julie Wolfthorn und deren Schwester Luise Wolf.

### Werk und Ausstellungen
Im Anschluss an die Pariser Zeit veranstaltete Finck 1902 zusammen mit Ida Gerhardi und Jelka Rosen eine Ausstellung in Lüdenscheid. Die Städtische Galerie Lüdenscheid nahm dies zum Anlass für eine Ausstellung 2012 mit dem Titel Ida Gerhardi. Deutsche Künstlerinnen in Paris um 1900, auf der auch Werke von Finck zu sehen waren. Finck ist in ihrem Schaffen thematisch an der Salonmalerei des späten 19. Jahrhunderts orientiert und nutzt dabei eine impressionistische Farbgestaltung, wie in den Gemälden Lautenspielerin; Träumerei und Bei der Lektüre zu sehen ist. Auch verwendet sie Elemente des Jugendstils, wie im Worpsweder Abend von 1904.
Paula Modersohn-Becker wurde von den Erfahrungen Fincks in ihrem Wunsch bestärkt, in Paris zu studieren. Sie berichtete außerdem über einen Besuch von Julie Wolfthorn und Adele von Finck in Worpswede:

„Die Hosendamen beweisen ihre Männlichkeit durch jungenshaften Heißhunger. Es macht mir großen Spaß, diese Individuen innerlich und äußerlich zu betrachten. Ich glaube, sie bilden sich wirklich ein, sie seien nicht eitel und gäben nichts auf Äußerlichkeit. Und doch sind sie auf ihre Hosen so stolz wie unsereins auf ein neues Kleid.“

Bei manchen Bildern griff Finck auf die Präraffaeliten zurück, wie im Gemälde Engel mit der Flamme. Ab 1920 setzte sie die Farben kräftiger wie in Blumenstilleben von 1924 oder in Kleine Japanerin von 1931.
Bald präsentierte sie ihre Werke auf nationalen und internationalen Ausstellungen. 1903 und 1907–1913 war sie auf den Großen Berliner Kunstausstellungen mit Genrebildern vertreten. 1904 nahm sie an der Jahresausstellung in Prag mit den Landschaftsgemälden Bornholmer Klippen und Worpsweder Abend teil. Finck zählte außerdem zu den ersten Mitgliedern des 1903 gegründeten Deutschen Künstlerbundes. 1905 stellte sie auf dessen zweiter Ausstellung am Kurfürstendamm in Berlin aus. 1909 zeigte sie das Gemälde Der grüne Hut in der Jahresausstellung des Glaspalasts München. 1910 zeigte sie auf der Ausstellung des Deutschen Künstlerbundes auf der Mathildenhöhe Darmstadt ihr Werk Unschuld und Lebewelt. Im selben Jahr nahm sie an der XXXVII. Ausstellung der Vereinigung Bildender Künstler Österreichs im Wiener Secessionsgebäude teil. Im Münchner Kunstsalon Zimmermann nahm sie 1909 mit verschiedenen Frauenakten teil. 1910 stellt sie bei Fritz Gurlitt in Berlin und 1913 im Kunstverein München aus.
Über die Zeitschriften Die Kunst und Westermanns Monatshefte wurden Fincks Bilder einem breiten Publikum bekannt.
Finck war Mitglied im Verein der Berliner Künstlerinnen 1867. 2017 veranstaltete dieser zum 150-jährigen Jubiläum die Ausstellung „Fortsetzung folgt!“, in der Bilder von Finck vertreten waren. Die Stadt Berlin kaufte eines ihrer Figurenbilder.